# Stadio Cerro del Espino
Lo Stadio Cerro del Espino (in spagnolo Estadio Cerro del Espino) è uno stadio di calcio situato a Majadahonda, in Spagna. Ospita le gare interne del Rayo Majadahonda e dell'Atlético Madrid B.